# Khadira aurantia
Khadira aurantia är en fjärilsart som beskrevs av Moore 1877. Khadira aurantia ingår i släktet Khadira och familjen nattflyn. Inga underarter finns listade i Catalogue of Life.

## Bildgalleri

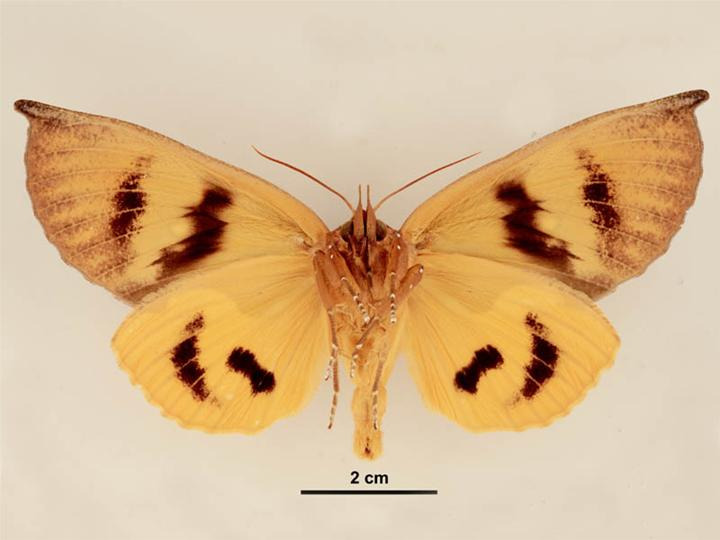
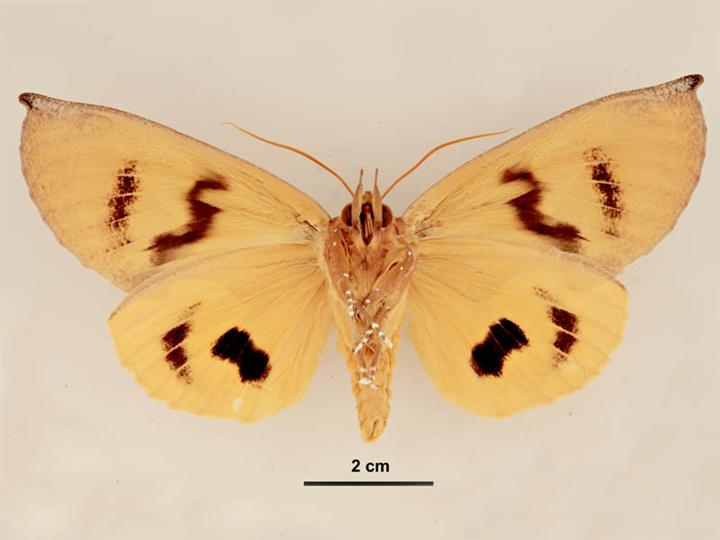